# Љубиша Марковић
Љубиша Марковић (Фоча, 7. август 1970) је капетан бојног брода и командант Речне флотиле Војске Србије.

## Биографија
Рођен је 7. августа 1970. године у Фочи. Завршио је Војну академију у Београду 1994. године, на смеру поморство. Командно-штабно усавршавање је завршио 2009. године, а генералштабно усавршавање 2013. године.
Налазио се на дужностима команданта пешадијске чете, начелника класе Средње стручне војне школе, команданта миноловца тип-331, референта у Одсеку за оперативне послове Команде Речне ратне флотиле, референта у Управи за оперативне послове Генералштаба Војске Србије и Црне Горе, начелника групе у Управи за оперативне послове Генералштаба Војске Србије и Црне Горе, начелника одсека у Управи за обуку и доктрину Генералштаба Војске Србије и команданта националног контигента у мисији Уједињених нација у Централноафричкој републици.
Тренутно се налази на дужности команданта Речне флотиле.

## Унапређења у чинове
| Потпоручник | Поручник корвете | Поручник фрегате | Поручник бојног брода | Капетан корвете | Капетан фрегате | Капетан бојног брода |
| ----------- | ---------------- | ---------------- | --------------------- | --------------- | --------------- | -------------------- |
|             |                  |                  |                       |                 |                 |                      |
| 1994.       | 1996.            | 1999.            | 2001.                 | 2005.           | 2010.           | 2015.                |

## Одликовања
- Медаља за учешће у мировној операцији Уједињених нација MINUSCA, 2021.
- Војна споменица „Двадесетогодишњица одбране отаџбине од НАТО агресије“, 2019.
- Војна спомен-медаља за учешће у борбеним дејствима – СФРЈ, 2019.
- Медаља за ревносну војну службу – сребрна, 2018.
- Војна спомен-медаља за ревносну војну службу за 20 година, 2016.
- Војна споменица за обележавање јубиларних годишњица Војске Србије, 2015.
- Војна спомен-медаља за учешће у борбеним дејствима – СРЈ, 2015
- Медаља за заслуге у области одбране и безбедности, 1999.